# La cruz Gil
 La cruz Gil  es un cortometraje argentino filmado en colores en 16 mm, dirigido por Víctor Benítez sobre su propio guion. Integró junto a otros tres cortometrajes de distintos directores la película De este pueblo, que se estrenó el 28 de noviembre de 1985.

## Sinopsis
El mito de Antonio Mamerto Gil Núñez, conocido como Gauchito Gil, 
que nació en Pay Ubre, cerca de Mercedes, en la provincia de Corrientes, alrededor de 1840 y fue asesinado el 8 de enero de 1878 a unos 8 kilómetros de Mercedes. Con el tiempo se convirtió en una figura religiosa, objeto de devoción popular en la Argentina, que no está comprendido dentro de la liturgia católica.

## Comentarios
Jorge Abel Martín opinó en Tiempo Argentino: «Víctor Benítez se ha enamorado del material que filmó…es una propuesta acertada, clara en su exposición que se estira  innecesariamente.»